# Lewis-Index
Der Lewis-Index (nach dem britischen Kardiologen Sir Thomas Lewis, 1881–1945) ist ein diagnostisches EKG-Zeichen für die linksventrikuläre Hypertrophie (Vergrößerung) des Herzmuskels und wird anhand der Extremitätenableitungen nach Einthoven bestimmt. Das Zeichen ist relativ unsicher, kann aber als Hinweis verwendet werden. Durch einen positiven Sokolow-Lyon-Index kann der Verdacht unterstützt werden.
Der Index für die Vergrößerung des linken Herzen wird nach folgender Formel anhand der Amplitudenhöhen in mV berechnet:
RI + SIII - RIII - SI
Ist der Wert größer oder gleich 1,7 mV, so kann eine linksventrikuläre Hypertrophie angenommen werden.